# Katie Porter
Katherine Moore Porter (nacida el 3 de enero de 1974) es una política, profesora de derecho y abogada estadounidense que es la miembro de la Cámara de Representantes de los Estados Unidos del 47.º distrito congresional de California desde 2023, y anteriormente representó al 45 distrito congresional de 2019 a 2023. Es la primera demócrata elegida para representar al distrito, cubriendo gran parte del centro-sur del condado de Orange, incluidos Irvine, Tustin y Lake Forest, junto con grandes porciones de Anaheim y Laguna Niguel. Porter fue reelegida en 2022 en el distrito 47 del Congreso recientemente redistribuido de California.
Porter se graduó de la Universidad de Yale y de la Escuela de Derecho Harvard y ha enseñado derecho en varias universidades, incluidas la Universidad de California en Irvine, la Escuela de Derecho William S. Boyd y la Universidad de Iowa. Es vicepresidenta del Caucus Progresista del Congreso y ha recibido atención de los medios por sus cuestionamientos durante las audiencias del Congreso.

## Primeros años
Porter nació el 3 de enero de 1974 y creció en la pequeña comunidad agrícola de Fort Dodge, Iowa. Su padre, Dan Porter, era un granjero convertido en banquero. Su madre, Liz, fue una de las fundadoras de Fons & Porter's Love of Quilting.
Después de graduarse de la Academia Phillips, Porter asistió a la Universidad de Yale, donde se especializó en estudios estadounidenses y se graduó en 1996. Su tesis de pregrado se tituló Los efectos de la agricultura corporativa en la comunidad rural. Fue miembro del Grace Hopper College (entonces llamado Calhoun College) en Yale. Porter también hizo una pasantía para Chuck Grassley durante este tiempo.
Más tarde, Porter asistió a la Escuela de Derecho Harvard, donde fue editora de notas del Harvard Women's Law Journal y miembro de la Junta de Asesores Estudiantiles. Estudió con la profesora de derecho en quiebras y futura senadora estadounidense Elizabeth Warren, y se graduó magna cum laude con su Doctorado en Jurisprudencia en 2001.

## Carrera
Porter fue asistente legal del juez Richard S. Arnold de la Corte de Apelaciones del Octavo Circuito de los Estados Unidos en Little Rock, Arkansas. Ejerció en el bufete de abogados de Stoel Rives LLP en Portland, Oregón, y fue directora de proyectos del Proyecto de Quiebras Comerciales de la Conferencia Nacional de Jueces de Quiebras.
Porter fue profesora asociada de derecho en la Escuela de Derecho de Las Vegas de la Universidad de Nevada. En 2005, se unió a la Facultad de Derecho de la Universidad de Iowa como profesora asociada, convirtiéndose en profesora titular allí en 2011.  También en 2011, se convirtió en profesora titular en la Facultad de Derecho de Irvine de la Universidad de California. El libro de texto de escrito por Porter Modern Consumer Law aborda las leyes del consumidor a la luz de Dodd-Frank y la Oficina para la Protección Financiera del Consumidor.
En marzo de 2012, la fiscal general de California, Kamala Harris, nombró a Porter supervisora independiente de los bancos del estado en un acuerdo hipotecario nacional de 25 000 millones de dólares. Como monitora, supervisó la implementación de los bancos de $9,5 mil millones en reformas de asentamientos para los californianos.

## Cámara de representantes

### Elecciones

#### 2018
En las elecciones de 2018, Porter se postuló para la Cámara de Representantes de los Estados Unidos contra la republicana Mimi Walters en el distrito congresional 45 de California. Derrotó a Walters para convertirse en la primera demócrata en representar el distrito 45 o sus predecesores desde que se creó en 1953. El distrito fue el 28 de 1953 a 1963, el 35 de 1963 a 1973, el 39 de 1973 a 1975, el 40 de 1975 a 1993, el 47 de 1993 a 2003, el 48 de 2003 a 2013, y ha sido el 45 Desde el 2013.
Porter y Harley Rouda, también elegidas en 2018, fueron las primeras demócratas no hispanas en representar a los distritos del condado de Orange desde que Jerry M. Patterson dejó el cargo en 1985. Su victoria fue parte de una noche histórica para los demócratas en la que ocuparon todos los escaños en el condado históricamente republicano, incluidos los cuatro centrados en el condado.
Porter no aceptó dinero corporativo del PAC en su candidatura al Congreso. Fue respaldada por End Citizens United, un comité de acción política que busca revocar la decisión de 2010 de la Corte Suprema de los Estados Unidos en el caso de Ciudadanos Unidos contra la Comisión de Elecciones Federales a favor de la formación conservadora Citizens United. Porter ha citado una revisión de las leyes de financiamiento de campañas y la protección de los derechos de voto como prioridades legislativas.

#### 2020
Porter se presentó a la reelección para un segundo mandato. Avanzó de las dos primarias principales en primer lugar y se enfrentó al finalista en segundo lugar, el alcalde republicano de Mission Viejo, Greg Raths, en las elecciones generales. Porter ganó con el 53,5% de los votos frente al 46,5% de Raths. Se convirtió en la primera demócrata no hispana en 38 años en ganar un segundo mandato en un distrito del condado de Orange. A pesar de la tendencia reciente de la 45a hacia los demócratas, en gran parte del distrito ella es la única demócrata elegida por encima del nivel municipal.

#### 2022
Porter fue reelegida en el distrito congresional 47 de California, derrotando al candidato republicano Scott Baugh con el 51,6 % de los votos frente al 48,4 % de Baugh.

### Tenencia
Hasta junio de 2022, Porter había votado de acuerdo con la posición declarada de Joe Biden el 98,2 % de las veces.

#### Ley Help America Run
En marzo de 2019, Porter presentó la "Ley Help America Run" (H.R.1623), un proyecto de ley que permitiría a las personas que se postulan para la Cámara o el Senado usar las contribuciones de campaña para pagar las primas de atención médica, el cuidado de ancianos, el cuidado de niños y el cuidado de dependientes. El proyecto de ley fue aprobado por la Cámara en octubre de 2019, pero no fue aceptado por el Senado.

#### Cuestionamientos en el Congreso
Porter ha ganado notoriedad por su cuestionamiento directo de los funcionarios durante las audiencias del Congreso, a menudo utilizando ayudas visuales como pizarras.
Atrajo la atención por su interrogatorio en el Comité de Servicios Financieros de la Cámara. En marzo de 2019, su interrogatorio descubrió que el director ejecutivo de Wells Fargo, Tim Sloan, contradecía lo que sus abogados corporativos argumentaban en el tribunal, en el sentido de que las declaraciones que había hecho anteriormente prometiendo transparencia eran "inflación corporativa", según los documentos presentados por los abogados. En abril de 2019, Porter llamó la atención por su cuestionamiento al CEO de JP Morgan Chase, Jamie Dimon, sobre cómo un cajero bancario de Chase debería compensar un déficit de $567 entre su presupuesto mensual y su cheque de pago. En mayo de 2019, le preguntó al secretario de Vivienda y Desarrollo Urbano, Ben Carson, sobre las "REO", propiedades inmobiliarias, que confundió con las galletas Oreo. Le pidió a la directora de la Oficina para la Protección Financiera del Consumidor, Kathy Kraninger, que resolviera problemas matemáticos básicos sobre las tasas de porcentaje anual de los préstamos de día de pago, lo que Kraninger se negó a hacer.
En marzo de 2020, Porter usó cinco minutos de cuestionamiento para lograr que el jefe de los Centros para el Control y Prevención de Enfermedades, Robert R. Redfield, aceptara usar su autoridad legal para hacer que las pruebas del virus COVID-19 fueran gratuitas para todos los estadounidenses.
En una audiencia del Congreso del 24 de agosto de 2020, Porter cuestionó al director general de Correos, Louis DeJoy. Le admitió que no sabía el costo de enviar una postal o una tarjeta de felicitación más pequeña, la tarifa inicial para el correo prioritario de Estados Unidos o cuántos estadounidenses votaron por correo en las elecciones de 2016. Antes de su nombramiento por la administración Trump, DeJoy no tenía experiencia laboral previa en la agencia.
En una audiencia de la Cámara de Representantes de diciembre de 2020, Porter discutió con el Secretario del Tesoro de los Estados Unidos, Steven Mnuchin, sobre los fondos de ayuda para el COVID-19.
En enero de 2021, después de la destitución de Porter del Comité de Servicios Financieros, la columnista del Washington Post, Helaine Olen, criticó al caucus demócrata de la Cámara por no otorgarle a Porter una exención que le permitiera servir por más tiempo allí, así como en los comités de Supervisión y Recursos Naturales de la Cámara.

#### Impeachment de Donald Trump
Porter recibió reconocimiento por ser una de los primeros demócratas en un distrito indeciso en apoyar una investigación de juicio político basada en los hallazgos de la investigación del fiscal especial Robert Mueller. Ella votó tanto por el primer como por el segundo juicio político contra Donald Trump.

#### Ley de infraestructura
Porter votó a favor de la Ley de Inversión en Infraestructura y Empleos el 5 de noviembre de 2021. La ley financia vehículos eléctricos, ayuda a los aeropuertos a reducir las emisiones y financia carreteras y puentes.

## Otros roles políticos
Porter se desempeñó como una de los tres copresidentes de la campaña presidencial de Elizabeth Warren 2020.

## Posiciones políticas

### Aborto
Porter tiene una calificación del 100% de NARAL Pro-Choice America y una calificación F de Susan B. Anthony Pro-Life America por su historial de votación relacionada con el aborto. Se opuso a la revocación de Roe v. Wade, calificándola de "terrible ... no solo para las mujeres, sino para todos los estadounidenses".